# Gamblea ciliata
Gamblea ciliata là một loài thực vật có hoa trong Họ Cuồng. Loài này được C.B.Clarke mô tả khoa học đầu tiên năm 1879.